# Komárnická jedlina
Komárnická jedlina je národní přírodní rezervace v oblasti Východné Karpaty.
Nachází se v katastrálním území obcí Príkra a Nižný Komárnik v okrese Svidník v Prešovském kraji. Území bylo vyhlášeno či novelizováno v roce 1984 na rozloze 74,7000 ha. Ochranné pásmo nebylo stanoveno.